# Clinical Oncology
Clinical Oncology is een internationaal, aan collegiale toetsing onderworpen wetenschappelijk tijdschrift op het gebied van de oncologie. De naam wordt in literatuurverwijzingen meestal afgekort tot Clin. Oncol. Het wordt uitgegeven door Elsevier namens het Britse Royal College of Radiologists en verschijnt 10 keer per jaar.